# Mirante Vista da Serra
O Mirante Vista da Serra ou Mirante da Serra localiza-se na Serra de Guaramiranga na CE-065 na cidade de Palmácia, no estado brasileiro do Ceará. Trata-se de um mirante natural no alto da serra,de onde pode-se avistar a transição da serra com o sertão cearense e toda região da Água Verde, tem-se visão dos açudes da Água Verde, Botija, Bu e das montanhas circunvizinhas,permitindo assim divisar paisagens naturais de extema beleza, constituindo uma nova atração turística da cidade..